# Arturo Galceran
Arturo Galcerán Nogués (? – ?), kubai válogatott labdarúgó.
A kubai válogatott tagjaként részt vett az 1938-as világbajnokságon.

## Külső hivatkozások
- Arturo Galceran – a FIFA adatbázisában